# بوربونايس (إلينوي)
بوربونايس (بالإنجليزية: Bourbonnais)‏ هي منطقة سكنية تقع في الولايات المتحدة في إلينوي. يقدر عدد سكانها بـ 19,119 نسمة .

## التركيبة السكانية
حدّد مكتب تعداد الولايات المتحدة بيانات التركيبة السكانية لبوربونايس في تعداد الولايات المتحدة. في ما يلي، التركيبة السكانية حسب تعدادي 2000 و2010.

### تعداد عام 2000
بلغ عدد سكان بوربونايس 15,256 نسمة بحسب تعداد عام 2000، وبلغ عدد الأسر 5,341 أسرة وعدد العائلات 3,818 عائلة مقيمة في القرية. في حين سجلت الكثافة السكانية 632.2 نسمة لكل كيلومتر مربع (1,637.4/ميل2). وبلغ عدد الوحدات السكنية 5,505 وحدة بمتوسط كثافة قدره 228.1 لكل كيلومتر مربع (590.8/ميل2).
وتوزع التركيب العرقي للقرية بنسبة 90.71% من البيض و4.59% من الأمريكيين الأفارقة و0.10% من الأمريكيين الأصليين و2.39% من الأمريكيين ذوي الأصول الآسيوية و0.03% من سكان جزر المحيط الهادئ و0.69% من الأعراق الأخرى و1.48% من عرقين مختلطين أو أكثر و2.26% من الهسبانيون أو اللاتينيون من أي عرق.
بلغ عدد الأسر 5,341 أسرة كانت نسبة 39.6% منها لديها أطفال تحت سن الثامنة عشر تعيش معهم، وبلغت نسبة الأزواج القاطنين مع بعضهم البعض 57.1% من أصل المجموع الكلي للأسر، ونسبة 11.2% من الأسر كان لديها معيلات من الإناث دون وجود شريك،  بينما كانت نسبة 3.2% من الأسر لديها معيلون من الذكور دون وجود شريكة وكانت نسبة 28.5% من غير العائلات. تألفت نسبة 23.6% من أصل جميع الأسر من عدة أفراد يعيشون في نفس المنزل ونسبة 7% كانت تتألف من شخص يعيش بمفرده يبلغ من العمر 65 عاماً أو أكثر. وبلغ متوسط حجم الأسرة المعيشية 2.58، أما متوسط حجم العائلات فبلغ 3.07.
بلغ العمر الوسطي للسكان 31.9 عاماً. وكانت نسبة 25.5% من القاطنين تحت سن الثامنة عشر، وكانت نسبة 8.8% بين الثامنة عشر والرابعة والعشرين عاماً، ونسبة 27% كانت واقعةً في الفئة العمرية ما بين الخامسة والعشرين والرابعة والأربعين عاماً، ونسبة 20.8% كانت ما بين الخامسة والأربعين والرابعة والستين، ونسبة 8.4% كانت ضمن فئة الخامسة والستين عاماً فما فوق. يوجد لكل 100 أنثى 93.1 ذكر، ويوجد لكل 100 أنثى في الثامنة عشر من عمرها فما فوق 88.6 ذكر.
بلغ متوسط دخل الأسرة في القرية 49,329 دولارًا، أما متوسط دخل العائلة فبلغ 57,086 دولارًا. وكان متوسط دخل الذكور 42,216 دولارًا مقابل 26,796 دولارًا للإناث. وسجل دخل الفرد الخاص بالقرية 22,476 دولارًا. وكانت نسبة 5.2% من العائلات ونسبة 6.5% من السكان تحت خط الفقر، وكان من هؤلاء نسبة 7.1% تحت سن الثامنة عشر ونسبة 3% في الخامسة والستين من العمر وما فوق.

### تعداد عام 2010
بلغ عدد سكان بوربونايس 18,631 نسمة بحسب تعداد عام 2010، وبلغ عدد الأسر 6,147 أسرة وعدد العائلات 4,448 عائلة مقيمة في القرية. في حين سجلت الكثافة السكانية 772.1 نسمة لكل كيلومتر مربع (1,999.7/ميل2). وبلغ عدد الوحدات السكنية 6,445 وحدة بمتوسط كثافة قدره 267.1 لكل كيلومتر مربع (691.8/ميل2).
وتوزع التركيب العرقي للقرية بنسبة 86.65% من البيض و7.47% من الأمريكيين الأفارقة و0.19% من الأمريكيين الأصليين و1.89% من الأمريكيين ذوي الأصول الآسيوية و0.05% من سكان جزر المحيط الهادئ و1.53% من الأعراق الأخرى و2.22% من عرقين مختلطين أو أكثر و4.82% من الهسبانيون أو اللاتينيون من أي عرق.
بلغ عدد الأسر 6,147 أسرة كانت نسبة 38.1% منها لديها أطفال تحت سن الثامنة عشر تعيش معهم، وبلغت نسبة الأزواج القاطنين مع بعضهم البعض 54.3% من أصل المجموع الكلي للأسر، ونسبة 13.9% من الأسر كان لديها معيلات من الإناث دون وجود شريك،  بينما كانت نسبة 4.2% من الأسر لديها معيلون من الذكور دون وجود شريكة وكانت نسبة 27.6% من غير العائلات. تألفت نسبة 22.4% من أصل جميع الأسر من عدة أفراد يعيشون في نفس المنزل ونسبة 8.3% كانت تتألف من شخص يعيش بمفرده يبلغ من العمر 65 عاماً أو أكثر. وبلغ متوسط حجم الأسرة المعيشية 2.63، أما متوسط حجم العائلات فبلغ 3.09.
بلغ العمر الوسطي للسكان 32.0 عاماً. وكانت نسبة 23.9% من القاطنين تحت سن الثامنة عشر، وكانت نسبة 18.3% بين الثامنة عشر والرابعة والعشرين عاماً، ونسبة 23.4% كانت واقعةً في الفئة العمرية ما بين الخامسة والعشرين والرابعة والأربعين عاماً، ونسبة 23.7% كانت ما بين الخامسة والأربعين والرابعة والستين، ونسبة 10.7% كانت ضمن فئة الخامسة والستين عاماً فما فوق. وتوزع التركيب الجنسي للسكان بنسبة 47.6% ذكور و52.4% إناث.